# WinFS
WinFS står för Windows Future Storage[källa behövs]. Det är inte ett filsystem i egentlig mening, utan skulle ha arbetat som en lagringsmotor (eng: storage engine) ovanpå NTFS, vilket alltså skulle ha krävts som underliggande filsystem för att WinFS ska kunna användas.
Vid en intervju från november 2006 med Steve Ballmer så pågick utvecklingen av filsystemet fortfarande. Det skulle dock integreras i Windows först när det var fullt utvecklat. 
Projektet WinFS är dock numera avvecklat, utan att någonsin ha implementerats i någon Microsoft-produkt. WinFS visades först för allmänheten 2003